# Tom Manthata
Thomas Madikwe Manthata, né le 29 novembre 1939 et mort le 10 juillet 2020, est un enseignant et militant anti-apartheid sud-africain . Après la transition démocratique du pays, il siège à la Commission vérité et réconciliation ainsi qu’à la Commission sud-africaine des droits de l'homme.
Sous l’apartheid, il enseigne à Soweto et travaille pour le Conseil des Églises d'Afrique du Sud. Figure importante du mouvement de la Conscience noire, il est membre fondateur et ancien secrétaire général de l’Organisation du peuple azanien. Inculpé lors du procès pour trahison de Delmas, il est reconnu coupable en novembre 1988 pour ses activités politiques et condamné à six ans de prison. Il purge un an de cette peine avant l'annulation du verdict en appel en 1989.

## Biographie
Manthata naît le 29 novembre 1939 à Soekmekaar, dans l’ancien Transvaal du Nord. En 1967, après son exclusion d’un séminaire catholique, il commence à enseigner au lycée Sekano Ntoane de Soweto, près de Johannesburg où il compte parmi ses élèves Amos Masondo et le futur président Cyril Ramaphosa,. 
Il poursuit des études à temps partiel à l’Université d’Afrique du Sud (UNISA) et s’engage dans le mouvement naissant de la conscience noire, d’abord au sein de l’Organisation des étudiants sud-africains. Il met alors ses liens avec ce mouvement au service de la formation politique de ses élèves.
À partir de 1974, il rejoint le Conseil des Églises d'Afrique du Sud (SACC) où il se consacre principalement à l’assistance aux familles de détenus politiques. 
En 1977, à la suite du soulèvement de Soweto, le gouvernement de l’apartheid interdit sévèrement les organisations de la Conscience noire. Manthata participe alors à la création de l’Organisation du peuple azanien (AZAPO), dont il devient par la suite secrétaire général. Pour ses activités politiques, il est arrêté et détenu à plusieurs reprises.
Après la fin de l’apartheid en 1994, Manthata devient commissaire à la Commission vérité et réconciliation. Il siège également à la Commission sud-africaine des droits de l’homme, d’abord pour la province du Cap-Oriental. En octobre 2002, il entame un mandat national de sept ans sous la présidence de Jody Kollapen.

## Procès pour trahison de Delmas
En juin 1985, il devient l’un des 22 militants inculpés lors du procès pour trahison de Delmas, accusé d’avoir incité au soulèvement de 1984 dans le triangle du Vaal. Desmond Tutu, alors secrétaire général du SACC, précise plus tard que Manthata ne s’était rendu dans le Vaal que pour superviser les manifestations sur ses ordres. 

Le 18 novembre 1988, Manthata, aux côtés de Moss Chikane, Popo Molefe et Mosiuoa Lekota du Front démocratique uni, fait partie des quatre accusés reconnus coupables de trahison. Tutu publie alors un éditorial dans le New York Times pour prendre sa défense.
S'il y a une personne en Afrique du Sud pour qui je donnerais ma tête sans hésiter, c'est bien Tom Manthata. Tom est quelqu'un qui, après avoir été torturé en garde à vue, après avoir passé plus de 200 jours en détention sans jugement, après avoir été en «&nbsp;détention préventive » pendant près d'un an, est sorti de prison pour dire à ses amis du conseil : « Ne soyons pas consumés par l'amertume. ».
Le  8 décembre 1988, il est condamné à six ans de prison. Cependant, il ne purge qu’un an de cette peine: le 15 décembre 1989, la Cour suprême d'appel l’annule pour vice de forme.

## Hommages
Manthata meurt des suites de la COVID-19 à l’hôpital militaire One, près de Pretoria, le 10 juillet 2020,.
En novembre 2021, le président Cyril Ramaphosa lui décerne à titre posthume l’Ordre de Luthuli en or, «pour son engagement actif en faveur des droits de l’homme, couvrant les droits des personnes âgées, les questions foncières et le leadership traditionnel»,.

## Note et Références